# Саонара
Саонара (італ. Saonara, вен. Saonara) — муніципалітет в Італії, у регіоні Венето, провінція Падуя.
Саонара розташована на відстані близько 390 км на північ від Рима, 29 км на захід від Венеції, 10 км на південний схід від Падуї.
Населення — 10 264 особи (2014).
Покровитель — святий Мартин Турський.

## Демографія
Населення за роками:

Станом на 1 січня 2023 року в муніципалітеті офіційно проживало 1248 іноземців з 50 країн, серед них 461 громадянин країн Євросоюзу та 26 громадян України.

## Сусідні муніципалітети
- Леньяро
- Падуя
- Сант'Анджело-ді-Пьове-ді-Сакко
- Вігоново